# Émile Robert (football)
Pour les articles homonymes, voir Émile Robert.
Émile Robert, né à Saint-Jeures (Haute-Loire) le 8 mai 1921 et mort le 7 août 2022 à Saint-Priest-en-Jarez,, est un footballeur français qui évoluait au poste d'inter ou d'ailier à la fin des années 1930 et dans les années 1940.
Joueur de l'AS Saint-Étienne de 1938 à 1943, il est ensuite déporté en Autriche dans le cadre du STO jusqu'à la fin de la guerre. À son retour en France il porte les couleurs de Rive-de-Gier puis de Saint-Chamond. Il reste un fervent supporter des « Verts » tout au long de sa vie.

## Biographie

### Jeunesse
Originaire de Haute-Loire, Émile Robert passe son enfance dans le quartier du Crêt de Roc, une des collines de Saint-Étienne. Il y côtoie notamment René Pasquini, futur attaquant des « Verts », et Roger Rocher, futur célèbre président du club. Il raconte jouer fréquemment aux billes avec ce dernier, car la grand-mère de Rocher habite à cette époque le même immeuble que la famille Robert.

### Débuts de footballeur
Émile Robert rejoint en 1938 les rangs de l'AS Saint-Étienne, principal club de la ville qui vient d'accéder à la division 1 sous les ordres de l'entraineur écossais Teddy Duckworth. Il y évolue au poste d'ailier droit ou gauche ou bien d'inter (terme aujourd'hui désuet qui désignait un joueur entre l'ailier et l'avant-centre). Il a avant tout un rôle de dribbleur, son jeu reposant surtout sur sa vitesse et sa technique.
Il possède au départ une licence amateur, obtenue grâce à l'autorisation de ses parents, ce qui ne l’empêche pas de montrer son talent balle au pied et de participer au concours du jeune footballeur en 1939, un évènement qu'il décrit bien plus tard comme l'un de ses meilleurs souvenirs.
Émile dispute son premier match avec l'ASSE dans le cadre du championnat de guerre 1941 face au Stade Olympique Montpelliérain (Aujourd'hui Montpellier Hérault Sport Club). Les statistiques manquent sur sa carrière en vert, on sait malgré cela qu'au cours de la saison 1942-1943, il prend part à dix rencontres toutes compétitions confondues et inscrit un but en Coupe de France face à Côte Chaude, pour une victoire 4-0. Il ne fait par ailleurs pas partie de l'effectif professionnel lors de la saison 1941-1942.

### STO en Autriche
En 1943, il est envoyé en Autriche dans le cadre du service du travail obligatoire (STO). Il est affecté sur des chantiers de construction de barrages dans le massif du Dachstein, à environ 2 000 mètres d'altitude. Émile y passe 26 mois jusqu'à sa libération. Il séjourne ensuite brièvement à Vienne où il fait la connaissance de la famille Tax, dont le fils Ignace est meneur de jeu à l'ASSE.

### Retour au sport
Émile rentre en France en 1945 et reprend son activité de footballeur à un niveau amateur, d'abord à Saint-Chamond puis Rive-de-Gier, toujours au poste d'ailier.
À l'âge de 36 ans, il se reconvertit comme entraineur pour le club du village de Saint-Didier-en-Velay, en Haute-Loire, continuant à pratiquer le football avec des amis en parallèle. Il pratique d'ailleurs ce sport jusqu'à ses 58 ans, âge auquel il se lance dans le sport boules lyonnaises. Un changement de discipline qui lui sourit puisqu'il remporte un championnat de France Ufolep,.

### Vert pour toujours
Après sa carrière sportive, Émile reste un fidèle supporter de l'AS Saint-Étienne et un habitué du stade Geoffroy-Guichard, où il est abonné en tribune Henri-Point, au point de devenir dans les années 2010 le plus vieil abonné du club. 
Son histoire est d'ailleurs médiatisée bien au-delà de Saint-Étienne, Canal+ Sport lui consacre en effet un reportage dans son émission J+1 en janvier 2018, et le magazine la Pravda Mag lui consacre un article dans une série sur l'ASSE la même année,.
Ce statut de « Doyen du Chaudron » ou encore « Doyen du Peuple Vert » lui vaut d'être régulièrement mis à l'honneur par son club de cœur. Son portrait fait par exemple partie de l'exposition Au cœur du peuple vert du Musée des Verts à la fin de l'année 2018. 
En avril 2019, à l'âge de 98 ans, il donne le coup d'envoi fictif du match entre les « Verts » et Toulouse en compagnie de Tessa, deux ans et l'exacte opposée d'Émile, puisqu'elle est la plus jeune abonnée du club.
Émile fête ses 100 ans le 8 mai 2021, l'ASSE lui remet à cette occasion un maillot du club floqué à son nom et portant le numéro 100.

### Mort et hommage
Le 9 août 2022, le club de l'AS Saint-Etienne annonce sur son site officiel la mort de celui qui est défini comme « son plus fidèle supporter ».
Quelques jours avant sa mort et avec une passion toujours intacte, il faisait part au club de sa volonté de se réabonner pour la saison 2022-2023.